# Una mujer para Marcelo
Una mujer para Marcelo (Gli zitelloni) es una coproducción hispano-italiana de comedia estrenada en 1958, dirigida por Giorgio Bianchi y protagonizada en los papeles principales por Walter Chiari, María Luz Galicia, Vittorio De Sica y Mario Carotenuto.

## Sinopsis
Un pobre dependiente se ve obligado a casarse con la hija de su jefa porque la madre de esta les ha sorprendido en medio de un inocente abrazo.

## Reparto
- Vittorio De Sica como	El profesor
- Walter Chiari como Marcelo
- María Luz Galicia como	Gina
- Mario Riva como El juez
- Mario Carotenuto como Presidente del tribunal
- Rina Morelli como	Adalgisa
- Aroldo Tieri como Marido de Adalgisa
- Lianella Carell como Carmen
- Lilia Landi como Olga
- Lydia Simoneschi como Sora Rosa
- Matilde Muñoz Sampedro
- Manuel Alexandre
- Carlota Bilbao
- Fernando Sancho
- Rina Mascetti
- Giulio Calì
- Gina Mascetti
- Giampaolo Cavallo
- Montserrat Blanch
- Rafael Luis Calvo
- Pedro Fenollar
- Sergio Mendizábal
- Antonio Molino Rojo
- Alfonso Rojas